# Куп Мађарске у фудбалу 1974/75.
Куп Мађарске у фудбалу 1974/75. (мађ. 1974–1975-os magyar labdarúgókupa) је било 35. издање серије, на којој је екипа Ујпешт Доже тријумфовала по 3. пут.

## Четвртфинале[2]
| Тим #1         | Резултат         | Тим #2         |
| -------------- | ---------------- | -------------- |
| 1974/75.       |                  |                |
| ФК Вашаш       | 4 : 1            | Печуј Мечек ФК |
| 1974/75.       |                  |                |
| ФК Диошђер ВТК | 0 : 0, 5 : 6 пен | Ујпешт Дожа    |
| 1974/75.       |                  |                |
| ФК Комло Бањас | 1 : 1, 2 : 4 пен | Татабања Бањас |
| 1974/75.       |                  |                |
| ФК Бекешчаба   | 0 : 0, 0 : 3 пен | ФК Сомбатхељ   |

## Полуфинале
| Тим #1            | Резултат | Тим #2      |
| ----------------- | -------- | ----------- |
| 1974/75.          |          |             |
| ФК Вашаш          | 0 : 2    | Ујпешт Дожа |
| 1974/75.          |          |             |
| Сомбатхељ халадаш | 2 : 1    | ФК Татабања |

## Финале[3]
| Ујпешт Дожа                | 3 : 2    | Сомбатхељ халадаш                    |
| -------------------------- | -------- | ------------------------------------ |
| Јожеф Хорват 62’, 68’, 70’ | Извештај | Ласло Фаркаш 35’ · Золтан Кереки 58’ |